# Kleine ereprijs
Kleine ereprijs (Veronica verna) is een eenjarige plant, die behoort tot de weegbreefamilie (Plantaginaceae). De soort staat op de Nederlandse Rode lijst van planten als zeer zeldzaam en sterk afgenomen. Deze plant is in Nederland wettelijk beschermd sinds 1 januari 2017 door de Wet Natuurbescherming. De plant komt van nature voor in Eurazië.
De plant wordt 2-15 cm hoog en heeft een behaarde stengel. De onderste bladeren zijn gesteeld en eirond tot lancetvormig van vorm met een grofgetande bladrand. De middelste en bovenste stengelbladeren en de onderste schutbladeren zijn veerdelig.
De kleine ereprijs bloeit in mei en juni met 2-3 mm grote, hemelsblauwe bloemen. De bloeiwijze is een tros. De vrucht is een omgekeerd-hartvormige, behaarde doosvrucht, die 2,5-3 mm lang en 3,5-4 mm breed is. De zaden zijn aan allebei de zijden bijna vlak.
De plant komt voor tussen laag gras en in akkerland op droge, kalkrijke zandgrond.

## Namen in andere talen
- Duits: Frühlings-Ehrenpreis
- Engels: Spring Speedwell
- Frans: Véronique du printemps